# Вајлбах (Баварска)
Вајлбах (њем. Weilbach) град је у њемачкој савезној држави Баварска. Једно је од 32 општинска средишта округа Милтенберг. Према процјени из 2010. у граду је живјело 2.299 становника. Посједује регионалну шифру (AGS) 9676165.

## Географски и демографски подаци
Вајлбах се налази у савезној држави Баварска у округу Милтенберг. Град се налази на надморској висини од 152 метра. Површина општине износи 27,3 km². У самом граду је, према процјени из 2010. године, живјело 2.299 становника. Просјечна густина становништва износи 84 становника/km².